# Boissey-le-Châtel
Boissey-le-Châtel – miejscowość i gmina we Francji, w regionie Normandia, w departamencie Eure.
Według danych na rok 1990 gminę zamieszkiwały 674 osoby, a gęstość zaludnienia wynosiła 154 osoby/km².
Wśród 1421 gmin Górnej Normandii Boissey-le-Châtel plasuje się na 356. miejscu pod względem liczby ludności, natomiast pod względem powierzchni na miejscu 737